# Eurasia Foundation
Die Eurasia Foundation ist eine ausschließlich auf dem Gebiet der postsowjetischen Staaten tätige, öffentlich finanzierte, aber von privaten Persönlichkeiten geleitete Stiftung, die 1992 in Form eines Public-Private Partnership" mit Sitz in Washington, DC gegründet wurde. Präsidentin ist derzeit (2021) Lisa Coll. Der Vizepräsident Robert O’Donovan ist zugleich Vizepräsident der East Europe Foundation, die vor allem in der Republik Moldau aktiv ist.

## Zweck der Stiftung und Finanzierung
Die Eurasia Foundation soll die Zivilgesellschaft und die Marktwirtschaft, das private Unternehmertum sowie Reformen der öffentlichen Verwaltung und politische Reformen in zwölf Nachfolgestaaten der Sowjetunion stärken. Die USAID und die britische Staat stifteten 19 Millionen US-Dollar für die Jahre 2016–2012. Auch andere Regierungen, die Weltbank und private Firmen wie das Bergbauunternehmen Newmont Mining zählen zu den Sponsoren. Bis zum Jahr 2003 hat die Stiftung etwa 130 Millionen US-Dollar für 6500 Projekte ausgegeben. Auch Kredite und Stipendien werden vergeben.

## Aktivitäten
Zur Stiftung gehören auch Suborganisationen wie die New Eurasia Foundation in Russland und Belarus, die East Europe Foundation in Moldawien, früher auch in der Ukraine und Belarus, die Eurasia Partnership Foundation im Südkaukasus und die Eurasia Foundation of Central Asia mit Sitz in Kirgisistan. In vielen von den Stiftungen geförderten Regionen wurden Informationsplattformen im Internet als Alternativen zur Regierungspresse geschaffen, so z. B. in Kirgisistan oder in der Ukraine. Das dort im Dezember 2013 ins Leben gerufene Projekt Open City diente nicht nur dazu, in Kiew ukrainisch-englische Straßenschilder einzuführen, sondern schuf auch eine Plattform zur Bündelung der Aktivitäten der NGOs und der Bürgerproteste gegen die damalige Regierung.
In der Ukraine verwaltet die Stiftung auch die umfangreichen Mittel der Charles Stewart Mott Foundation. Wichtigster Empfänger der Mittel in der Ukraine war im Zeitraum bis 2003 das Zentrum für Philanthropie, das fast völlig von den Stiftungsmitteln abhängig war. Eine solche Tatsache gilt als „Hindernis für die innergesellschaftliche Verankerung der NGOs“.
In neuerer Zeit wurden die Aktivitäten auf andere Länder wie China, Jordanien und Bosnien-Herzegowina ausgedehnt.